# Démographie de l'Union européenne
Pour Démographie de l'Europe, voir Démographie de l'Europe.
La démographie de l'Union européenne est l'ensemble des données et études concernant la population des 27 États membres considérée comme un tout.
Au 1er janvier 2025, la population de l'Union européenne (UE) est estimée par Eurostat à 450 millions d'habitants,. Elle se classe derrière l'Inde (1 425 millions) et la Chine (1 408 millions), mais devant les États-Unis (340 millions). L'État membre le plus peuplé est l'Allemagne (84 millions) et le moins peuplé est Malte (0,5 million).
Le taux de croissance de la population européenne est l'un des plus faibles du monde mais c'est aussi dans l'UE que les habitants vivent le plus longtemps (mis à part dans quelques régions d'Asie : Japon, Corée du Sud, Singapour et Hong Kong). Plusieurs États membres rencontrent une problématique liée au déclin de leur population en raison d'un faible taux de natalité ou d'un solde migratoire négatif, c'est pourquoi les politiques d'immigration commencent à évoluer pour répondre aux problèmes socio-économiques que cela pose.

## Évolution de la population de l'Union européenne
| Le graphique qui aurait dû être présenté ici ne peut pas être affiché car il utilise l'ancienne extension Graph, désactivée pour des questions de sécurité. Des indications pour créer un nouveau graphique avec la nouvelle extension Chart sont disponibles ici . |
| Source Eurostat |

| Le graphique qui aurait dû être présenté ici ne peut pas être affiché car il utilise l'ancienne extension Graph, désactivée pour des questions de sécurité. Des indications pour créer un nouveau graphique avec la nouvelle extension Chart sont disponibles ici . |
| Source Eurostat (Voir table ci-dessous) |

| Année | Population (au 1er janvier) | Naissances | Taux de natalité (‰) | Taux de fécondité (enfants par femme) | Décès     | Taux de mortalité (‰) | Taux de variation naturelle (‰) | Solde migratoire | Croissance démographique (‰) |
| ----- | --------------------------- | ---------- | -------------------- | ------------------------------------- | --------- | --------------------- | ------------------------------- | ---------------- | ---------------------------- |
| 1960  | 406 731 754                 |            |                      |                                       |           |                       |                                 |                  | 8,0                          |
| 1965  | 424 721 157                 | 7 638 113  | 17,9                 |                                       | 4 378 902 | 10,3                  | 7,6                             | - 40 765         | 7,5                          |
| 1970  | 439 872 955                 | 7 206 326  | 16,3                 |                                       | 4 642 263 | 10,5                  | 5,8                             | - 707 028        | 4,2                          |
| 1975  | 452 066 347                 | 6 659 375  | 14,7                 |                                       | 4 826 343 | 10,7                  | 4,0                             | 358 652          | 4,8                          |
| 1980  | 461 751 770                 | 6 474 003  | 14,0                 |                                       | 4 911 588 | 10,6                  | 3,4                             | 469 167          | 4,4                          |
| 1985  | 468 389 143                 | 6 015 020  | 12,8                 |                                       | 5 006 379 | 10,7                  | 2,2                             | 142 206          | 2,5                          |
| 1990  | 475 187 711                 | 5 893 526  | 12,4                 |                                       | 4 966 368 | 10,4                  | 1,9                             | 721 368          | 3,5                          |
| 1995  | 481 904 006                 | 5 180 511  | 10,7                 |                                       | 5 000 710 | 10,4                  | 0,4                             | 652 578          | 1,7                          |
| 2000  | 487 259 080                 | 5 166 879  | 10,6                 |                                       | 4 875 413 | 10,0                  | 0,6                             | 833 443          | 2,3                          |
| 2005  | 494 598 322                 | 5 176 850  | 10,4                 | 1,51                                  | 4 871 331 | 9,8                   | 0,6                             | 1 532 756        | 3,7                          |
| 2010  | 503 170 618                 | 5 411 129  | 10,7                 | 1,62                                  | 4 906 313 | 9,7                   | 1,0                             | 769 568          | 2,5                          |
| 2015  | 508 504 320                 | 5 103 165  | 10,0                 | 1,58                                  | 5 220 501 | 10,2                  | - 0,2                           | 1 831 155        | 3,4                          |

### Fécondité
En 2023, le taux de fécondité dans l'Union européenne se situe actuellement en dessous d'1,5 enfant par femme et est par conséquent bien inférieur au taux de renouvellement de la population estimé à 2,1 enfant par femme. Seuls cinq septièmes de la population sont renouvelés en une génération, c'est-à-dire soit 25/49 en deux générations.
Le taux de fécondité en Europe se situe actuellement en dessous d'1,6 enfant par femme et est par conséquent bien inférieur au taux de renouvellement de la population. Les niveaux les plus bas se trouvent dans les pays méditerranéens et dans les pays de l'Est de l'Europe. Le déclin de la natalité est un phénomène quasiment généralisé au sein de l'Union européenne et ce taux a chuté de plus de 45 % des années 1960 à nos jours[réf. nécessaire].
La fécondité est plus haute dans les zones rurales que dans les zones urbaines[réf. incomplète].
La baisse de la fécondité conduit à une population où la jeunesse est sous-représentée et ou les personnes plus âgées sont surreprésentées parfois désignée de manière insipide par le vocable de "population vieillissante". Cette baisse de la fécondité a pourtant des effets concrets à moyen terme en limitant les retraites, les services de l'État, notamment dans le domaine de la santé et des services sociaux. En particulier pour le financement de retraites, le ratio entre travailleurs et retraités est passé de 3,8 en 2003 à 2,7 en 2023, et pourrait dramatiquement chuter à 1,5 en 2100!

### Projection démographique
D’après les projections d’Eurostat de 2015, la population de l'Union européenne diminuerait de 108 millions d'habitants à l’horizon 2080 (507 millions en 2014, 399 millions en 2080) en l'absence de migrations.
| Le graphique qui aurait dû être présenté ici ne peut pas être affiché car il utilise l'ancienne extension Graph, désactivée pour des questions de sécurité. Des indications pour créer un nouveau graphique avec la nouvelle extension Chart sont disponibles ici . |

## Agglomérations les plus peuplées
La liste suivante montre les 10 agglomérations (unité urbaine) les plus peuplées de l'Union Européenne selon l'ONU.
| Rang | Zone urbaine | Pays      | Population (est. 2018) |
| ---- | ------------ | --------- | ---------------------- |
| 1    | Paris        | France    | 10 901 000             |
| 2    | Madrid       | Espagne   | 6 497 000              |
| 4    | Barcelone    | Espagne   | 5 494 000              |
| 7    | Rome         | Italie    | 4 210 000              |
| 3    | Berlin       | Allemagne | 3 552 000              |
| 6    | Athènes      | Grèce     | 3 156 000              |
| 5    | Milan        | Italie    | 3 132 000              |
| 8    | Lisbonne     | Portugal  | 2 927 000              |
| 9    | Naples       | Italie    | 2 198 000              |
| 10   | Bruxelles    | Belgique  | 2 050 000              |

## Religions
La majorité de la population de l'UE est chrétienne, principalement catholique, protestante et orthodoxe. Des flux de personnes vers les États membres ont apporté différentes religions dont l'islam, le bouddhisme, l'hindouisme, le bahaïsme et le sikhisme. Le judaïsme a une longue histoire en Europe et a coexisté avec les populations autochtones pendant des siècles, malgré des siècles de discrimination contre les juifs et plusieurs périodes de persécutions et/ou de génocides.
La sécularisation (et/ou la laïcité) est fortement implantée dans les racines du sol européen et contribue à l'augmentation de l'athéisme et de l'agnosticisme.

## Langues
Les langues officielles de l'Union européenne sont au nombre de vingt-quatre (au 1er janvier 2014).
L'anglais est la langue la plus enseignée dans l'UE, 51 % de la population européenne pouvant le parler (cette évaluation provient des sondages d'Eurobaromètre ; il ne s'agit pas de données issues d'études scientifiques)[réf. nécessaire]. Toutefois, l'allemand est la langue maternelle la plus parlée avec 18 % de la population. Le français est parlé par 14 % de la population en tant que langue maternelle, l'italien est quant à lui parlé par 12 % de la population et l'anglais par moins de 1 % après le Retrait du Royaume-Uni de l'Union européenne.

## Statistiques diverses
- Ratio des sexes : (est. 2006)
  - à la naissance : N/A
  - moins de 15 ans : 1,06 homme/femme
  - 15-64 ans : 1,01 homme/femme

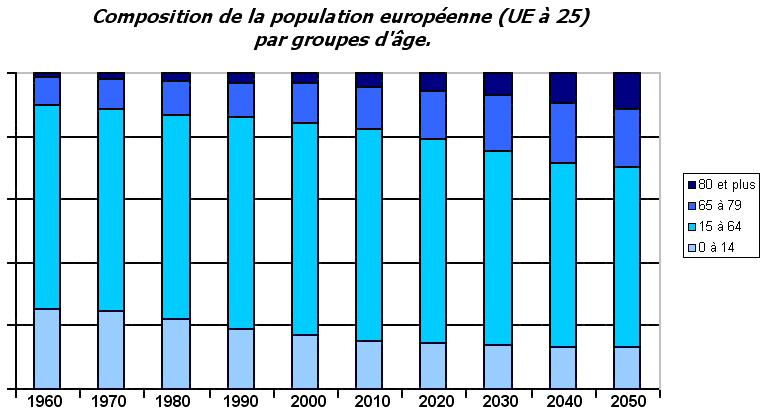
Structure démographique (est. 2006) :
0-14 ans: 16,03 %
15-64 ans: 67,17 %
65 ans et plus : 16,81 %.

  - 65 ans et plus : 0,69 homme/femme
  - population totale : 0,96 homme/femme
- Taux de mortalité infantile : (est. 2006)
  - total: 5,1 décès/1 000 naissances
  - homme: 5,6 décès/1 000 naissances
  - femme: 4,5 décès/1 000 naissances
- Espérance de vie : (est. 2006)
  - population totale : 78,3 ans
  - homme: 75,1 ans
  - femme: 81,6 ans

## Démographies nationales
Diverses données démographiques sur l'UE et ses États membres sont publiées par Eurostat. Les trois pays les plus peuplés de l'Union européenne (Allemagne, France et Italie) représentent 47 % de la population totale.
| Pays             | Population (2025) | Densité (hab./km2) (2023) | Croissance (‰) (2021) | Accroissement naturel (‰) (2021) | Taux net de migration (‰) (2021) | Taux de fécondité (2023) |
| ---------------- | ----------------- | ------------------------- | --------------------- | -------------------------------- | -------------------------------- | ------------------------ |
| Allemagne        | 83 577 140        | 236                       | 1,0                   | -2,7                             | 3,7                              | 1,39                     |
| Autriche         | 9 197 213         | 111                       | 5,2                   | -0,7                             | 5,8                              | 1,32                     |
| Belgique         | 11 900 123        | 387                       | 6,6                   | 0,5                              | 6,1                              | 1,47                     |
| Bulgarie         | 6 437 360         | 59                        | -11,3                 | -13,1                            | 1,8                              | 1,81                     |
| Chypre           | 979 865           | 104                       | 9,7                   | 3,4                              | 6,3                              | 1,40                     |
| Croatie          | 3 874 350         | 69                        | -39,7                 | -6,6                             | -33,1                            | 1,47                     |
| Danemark         | 5 992 734         | 142                       | 5,7                   | 1,1                              | 4,6                              | 1,50                     |
| Espagne          | 49 077 984        | 96                        | 0,7                   | -2,4                             | 3,1                              | 1,12                     |
| Estonie          | 1 369 995         | 32                        | 1,3                   | -4,0                             | 5,3                              | 1,31                     |
| Finlande         | 5 635 971         | 18                        | 2,6                   | -1,5                             | 4,1                              | 1,26                     |
| France           | 68 635 943        | 108                       | 2,7                   | 1,2                              | 1,5                              | 1,66                     |
| Grèce            | 10 409 547        | 80                        | -7,0                  | -5,5                             | -1,6                             | 1,26                     |
| Hongrie          | 9 539 502         | 105                       | -4,3                  | -6,4                             | 2,1                              | 1,55                     |
| Irlande          | 5 439 898         | 77                        | 10,7                  | 5,0                              | 5,6                              | 1,50                     |
| Italie           | 58 934 177        | 198                       | -4,3                  | -5,2                             | 1,0                              | 1,21                     |
| Lettonie         | 1 856 932         | 30                        | -9,3                  | -9,1                             | -0,2                             | 1,36                     |
| Lituanie         | 2 890 664         | 46                        | 3,7                   | -8,7                             | 12,4                             | 1,18                     |
| Luxembourg       | 681 973           | 258                       | 16,7                  | 3,4                              | 13,2                             | 1,25                     |
| Malte            | 574 250           | 1 766                     | 9,4                   | 0,4                              | 8,9                              | 1,06                     |
| Pays-Bas         | 18 044 027        | 526                       | 6,6                   | 0,5                              | 6,1                              | 1,43                     |
| Pologne          | 36 497 495        | 119                       | -4,9                  | -5,0                             | 0,1                              | 1,20                     |
| Portugal         | 10 749 635        | 116                       | 5,2                   | -4,4                             | 9,6                              | 1,45                     |
| Roumanie         | 19 036 031        | 81                        | -8,6                  | -8,2                             | -0,4                             | 1,54                     |
| Slovaquie        | 5 419 451         | 111                       | -4,6                  | -3,1                             | -1,5                             | 1,49                     |
| Slovénie         | 2 130 850         | 105                       | -0,9                  | -2,0                             | 1,2                              | 1,51                     |
| Suède            | 10 587 710        | 26                        | 7,0                   | 2,1                              | 4,9                              | 1,45                     |
| Tchéquie         | 10 909 500        | 141                       | 2,1                   | -2,7                             | 4,8                              | 1,46                     |
| Union européenne | 450 380 320       | 109                       | -0,4                  | -2,8                             | 2,4                              | 1,38                     |

## Flux migratoires
Il y avait en 2010, selon Eurostat, 47,3 millions de personnes nées à l'étranger qui vivaient dans l'UE27, dont 16,0 millions (3,2 %) nées dans un autre État membre de l'UE27 et 31,4 millions (6,3 %) nées dans un pays hors de l'UE27. Au total, la population née à l'étranger comptait pour 9,4 % de la population totale de l'UE27. Les pays avec le plus grand nombre de personnes nées hors de l'UE27 sont l'Allemagne (6,4 millions), la France (5,1 millions), le Royaume-Uni (4,8 millions), l'Espagne (4,1 millions), l'Italie (3,2 millions) et les Pays-Bas (1,4 million),.
| Pays      | Population 2015 (en milliers) | Nés à l'étranger (en milliers) | %    | Nés dans un autre état de l'UE 27 (en milliers) | %   | Nés en dehors de l'UE 27 (en milliers) | %    |
| --------- | ----------------------------- | ------------------------------ | ---- | ----------------------------------------------- | --- | -------------------------------------- | ---- |
| UE 28     | 508 293                       | 52 836                         | 10,4 | 18 511                                          | 3,6 | 34 325                                 | 6,8  |
| Allemagne | 81 174                        | 10 220                         | 12,6 | 4 010                                           | 4,9 | 6 210                                  | 7,6  |
| France    | 66 352                        | 7 909                          | 11,9 | 2 185                                           | 3,3 | 5 724                                  | 8,6  |
| Italie    | 60 796                        | 5 805                          | 9,5  | 1 816                                           | 3,0 | 3 990                                  | 6,6  |
| Espagne   | 46 440                        | 5 891                          | 12,7 | 1 981                                           | 4,3 | 3 910                                  | 8,4  |
| Pays-Bas  | 16 575                        | 1 996                          | 11,8 | 532                                             | 3,1 | 1 464                                  | 8,7  |
| Grèce     | 11 305                        | 1 243                          | 11,4 | 346                                             | 3,2 | 897                                    | 8,3  |
| Suède     | 9 340                         | 1 603                          | 16,4 | 519                                             | 5,3 | 1 083                                  | 11,1 |
| Autriche  | 8 367                         | 1 475                          | 17,2 | 677                                             | 7,9 | 797                                    | 9,3  |
| Belgique  | 10 666                        | 1 809                          | 16,1 | 854                                             | 7,6 | 955                                    | 8,5  |
| Portugal  | 10 637                        | 865                            | 8,3  | 228                                             | 2,2 | 637                                    | 6,1  |
| Danemark  | 5 534                         | 596                            | 10,5 | 203                                             | 3,6 | 393                                    | 6,9  |

### Immigrés et enfants d'immigrés

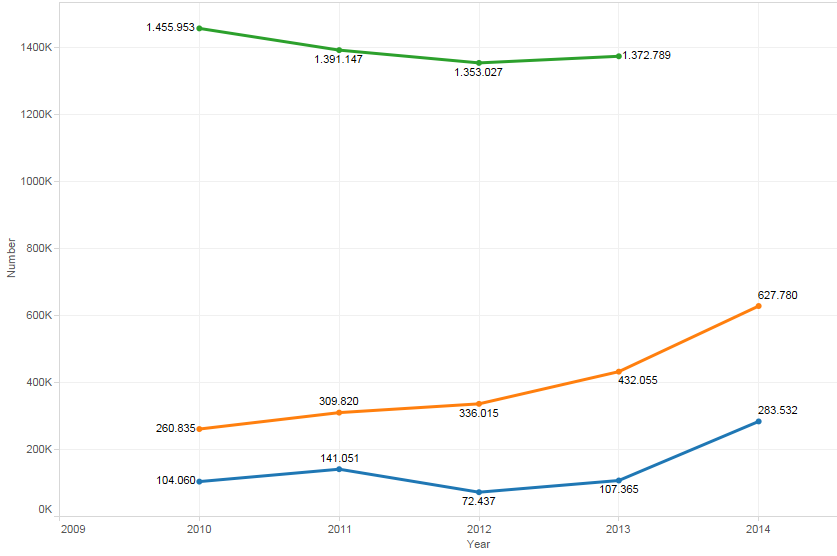
Immigration des non-nationaux d'un État membre (vert), demandeurs d'asile (réfugiés) (orange) et passage de frontière hors cadre légal (bleu) dans l'Union Européenne entre 2010 et 2014.

En décembre 2008, parmi les pays les plus peuplés de l'Union européenne, la France est avec 26,6 % le pays qui compte le plus de personnes issues de l'immigration (en se limitant aux première et deuxième générations) parmi la population âgée de 25 à 54 ans. L'Espagne est le pays qui compte les plus d'immigrés de la première génération (19,1 %).
En raison d'une immigration ancienne, la France se caractérise par un plus grand nombre d'enfants de migrants (7,3 millions de personnes nées en France ont au moins un parent immigré) que de migrants.
La moitié des descendants d’immigrés — un immigré étant au sens de l'INSEE une personne née de nationalité étrangère à l’étranger et résidant en France — ont un seul parent immigré. Lorsque les deux parents sont immigrés, ils viennent presque toujours du même pays. (Voir Statistiques sur l'immigration en France) Selon ces mêmes sources, les enfants de plus de 50 ans de migrants sont principalement d'origine européenne.
Dans son décompte, l'INSEE ne compte ni les enfants de troisième génération, ni les enfants nés à l'étranger d'immigrés qui sont considérés comme immigrés
| Pays               | Effectifs (millions) | % Immigrants | % 2e génération | % Total |
| ------------------ | -------------------- | ------------ | --------------- | ------- |
| France             | 24,2                 | 13,1         | 13,5            | 26,6    |
| Suède              | 3,6                  | 16,2         | 9,6             | 25,8    |
| Autriche           | 3,7                  | 18,4         | 6,9             | 25,3    |
| Pays-Bas           | 6,9                  | 15           | 8,5             | 23,5    |
| Allemagne          | 34,5                 | 17,6         | 4,3             | 21,9    |
| Espagne            | 21,3                 | 19,1         | 1,1             | 20,2    |
| UE27               | 209,3                | 12,2         | 5               | 17,2    |
| Portugal           | 4,7                  | 10,6         | 1,2             | 11,8    |
| Italie             | 25,9                 | 10,6         | 1               | 11,6    |
| République tchèque | 4,6                  | 3            | 4,2             | 7,2     |
| Pologne            | 16,2                 | 0,3          | 2,9             | 3,2     |
| Roumanie           | 9,0                  | 0,2          | 0               | 0,2     |

| Pays d'accueil     | 1re génération (%) | 2e génération (%) | Total (%) | Principaux pays d'origine    |
| ------------------ | ------------------ | ----------------- | --------- | ---------------------------- |
| France             | 13,1               | 13,5              | 26,6      | Algérie, Maroc, Portugal     |
| Suède              | 16,2               | 9,6               | 25,8      | Finlande, Irak, Pologne      |
| Autriche           | 18,4               | 6,9               | 25,3      | Balkans, Allemagne, Turquie  |
| Pays-Bas           | 15                 | 8,5               | 23,5      | Turquie, Suriname, Maroc     |
| Allemagne          | 17,6               | 4,3               | 21,9      | Turquie, Pologne, Italie     |
| Espagne            | 19,1               | 1,1               | 20,2      | Roumanie, Maroc, Équateur    |
| UE 27              | 12,2               | 5                 | 17,2      | Turquie, Maroc, Roumanie     |
| Portugal           | 10,5               | 1,2               | 11,8      | Angola, Brésil, France       |
| Italie             | 10,6               | 1                 | 11,6      | Roumanie, Albanie, Maroc     |
| République tchèque | 3                  | 4,2               | 7,2       | Ukraine, Slovaquie, Viêt Nam |
| Pologne            | 0,3                | 2,9               | 3,2       | Ukraine, Belarus, Russie     |
| Roumanie           | 0,2                | 0                 | 0,2       | Moldavie, Bulgarie, Ukraine  |